# 劉休若
巴陵哀王劉休若（448年—471年8月10日），名不詳，字休若，以字行，宋文帝劉义隆第十九子，母為羅美人。南朝宋宗室。

## 經歷
南朝宋元嘉二十五年(448年)，劉休若出生。
南朝宋孝建三年正月庚寅（456年1月26日），封巴陵王，食邑二千户。
南朝宋大明二年（458年），任冠军将军、南琅邪太守、临淮太守，不久徙任南彭城太守、下邳太守、冠军将军。
南朝宋大明四年三月甲子（460年4月8日），改任都督徐州诸军事、徐州刺史、冠军将军，由諮議參軍張岱行府、州、國事。不久，增督豫州梁郡，增邑千户。
南朝宋大明五年（461年），改任散骑常侍、左右郎将、吴兴太守，不久即改任散骑常侍、太常。
宋前废帝永光元年（465年），改任左卫将军。
宋明帝泰始二年正月癸巳（466年2月5日），进号镇东将军。正月辛亥（2月23日），吴郡太守顾琛、义兴太守刘延熙、晋陵太守袁摽、吴兴太守王昙生、山阳太守程天祚举兵叛乱响应刘子勋，劉休若统众军东讨。二月丁亥（3月31日），进号卫将军。九月辛丑（10月11日），改任梁、雍、南秦、北秦四州、荆州之竟陵、随二郡诸军事、宁蛮校尉、雍州刺史，增邑二千户，仅受三百户。泰始三年正月癸卯（467年2月10日），劉休若因亵黩，降号镇西将军。九月癸丑（10月18日），进号卫将军。泰始四年正月庚午（468年3月3日），降号左将军，贬为行雍州刺史，使宁蛮校尉，削夺食邑五百户。五月癸亥（6月24日），改任使持节、都督湘州诸军事、行湘州刺史。泰始五年六月戊寅（469年7月4日），改任征南将军、湘州刺史。泰始五年闰十一月戊子（470年1月10日），改任征西将军、荆州刺史。泰始七年二月癸巳（471年3月11日），进号征西大将军，开府仪同三司。当时，晋平王劉休祐被杀，京城传言劉休若有至贵之表，刘彧将此通告劉休若，休若感到很忧惧。二月戊午（4月5日），改任都督南徐、南兗、青、徐、兗、冀六州诸军事、征北大将军、南徐州刺史。
宋明帝晚年，猜忌兄弟，懷疑他們未來會奪取兒子劉昱的皇位。泰始七年六月，劉休若被骗入京城。七月乙丑（471年8月10日），劉休若被赐死，时年二十四岁，赠侍中、司空，谥哀。子劉冲始袭封巴陵王。